# کالبدشناسی میوه

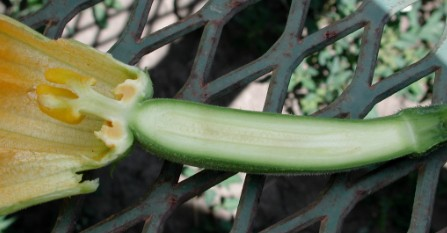
برش طولی مادگی گل یک کدو مسما، که در آن تخمدان ،تخمک، برچگی و گلبرگها نشان داده شده‌اند.

کالبد یک میوه

کالبدشناسی میوه بررسی ساختمان داخلی میوه‌ها است.
میوه‌ها تخمدان یا تخمدان‌های بالغ یک یا بیشتر گل‌ها هستند. در میوه‌های گوشتی، لایه بیرونی (که اغلب قابل خوردن است) غلاف میوه است که بافتی است که از دیواره تخمدان گل رشد کرده و دانه‌ها را احاطه می‌کند.
اما ظاهراً در تعدادی از میوه‌های غلافدار، قسمت خوردنی از تخمدان به وجود نمی‌آید. برای مثال در میوه سیب آکی قسمت خوردنی بخش گوشتی چسبیده به دانه میوه است، و در آناناس چندین بافت از گل و ساقه در این امر دخیلند.

## انواع میوه‌ها
تعدادی از گیاهان مثل خیار، گوجه فرنگی، کدو که به‌طور عادی از سبزیجات حساب می‌شوند، در واقع میوه هستند.
میوه‌ها از نطر ریخت‌شناسی به سه گروه اصلی تقسیم می‌شوند:
- میوه‌های ساده از یک تخمدان تشکیل شده و ممکن است یک یا تعداد بیشتری دانه داشته باشند. گوشتی یا خشک هستند. سته و میوه هسته‌دار مثال‌هایی از میوه‌های گوشتی ساده هستند. میوه‌های نوع سیبی هم فرعی و هم میوه ساده هستند. میوه‌های فندقی از نوع خشک هستند.
- میوه‌های بهم پیوسته از یک گل منفرد و چندین تخمدان به وجود آمده‌اند. مثل سیاه تمشک و سیاه توت.
- میوه‌های مرکب از ترکیب تخمدان گل‌های مرکب تشکیل شده‌اند. مثل آناناس

## کالبد شناسی میوه‌های ساده
در سته و میوه هسته‌دار، غلاف بافت قابل خوردن اطراف دانه را به وجود می‌آورد. در دیگر میوه‌ها مثل مرکبات که میوه سفت دارند فقط تعدادی از لایه‌های غلاف خورده می‌شوند. در عوض، در میوه‌های مضاعف بافت‌های دیگر به قسمت قابل خوردن تبدیل می‌شوند. مثل نهنج گل در توت فرنگی

## پیرابر

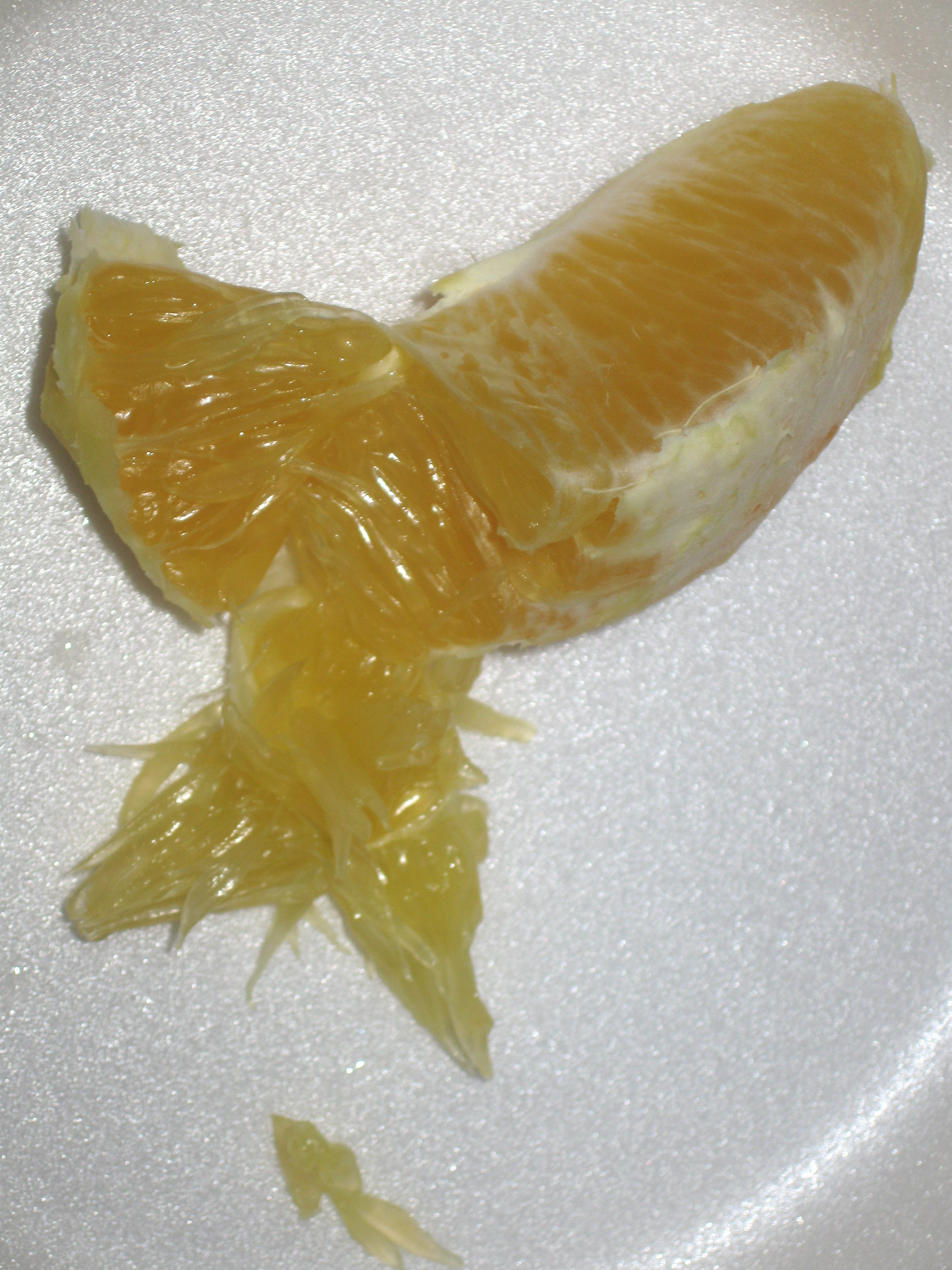
یک تکه پرتقال که قسمت گوشتی آن برای نشان دادن کیسه‌های کوچک عصاره حلقه درونی آن باز شده است.

فرابر معمولاً از سه لایه جداگانه تشکیل شده‌است:برون‌بر، میان‌بر و درون‌بر که تخمدان یا دانه‌ها را دربر گرفته‌است. در مرکبات لایه خارجی و درونی پوست میوه را می‌سازند.

### برون‌بر
برون‌بر اصطلاحی گیاه‌شناسی برای خارجی‌ترین لایه غلاف (یا میوه) است. برون‌بر پوست سفت بیرونی میوه را شکل می‌دهد.

### میان‌بر
میان‌بر لایه وسطی گوشتی غلاف یک میوه است که بین لایه بیرونی و لایه درونی قرار دارد؛ و قسمت خوردنی میوه است. برای مثال میان‌بر غلاف میوه بیشترین قسمت خوردنی هلو، و بخش قابل توجهی از بخش خوردنی گوجه فرنگی را تشکیل می‌دهد. میان‌بر ممکن است به هر میوه‌ای که کاملاً گوشتی است هم اشاره کند.

### درون‌بر
درون‌بر اصطلاحی گیاه‌شناسی برای داخلی‌ترین لایه غلاف یا میوه است که مستقیماً دانه رااحاطه می‌کند. این قشر می‌تواند مثل مرکبات پردهٔ نازکی باشد که کلاً از بین می‌رود، یا در میوه‌های هسته دار از خانواده گل سرخی‌ها مثل هلو، گیلاس، گوجه و زردآلو لایه ضخیم و سختی باشد.
درفندقی‌ها، لایه سختی که هسته گردو پی‌کان، گردو و غیره را احاطه کرده قبل از مصرف میوه برداشته می‌شود.
در میوه‌های خانواده مرکبات درون‌بر به چندین بخش تقسیم می‌شود، که هر بخش را یک حلقه می‌نامند. این حلقه‌ها پرهستند از کیسه‌های کوچک عصاره، که دارای آب میوه هستند..

## کالبد شناسی میوه‌های علفی
دانهٔ آن‌ها از یک تخم منفرد میوه‌های ساده هستند که در آن غلاف (دیواره تخمدان) و پوست دانه با هم ترکیب شده و تشکیل یک لایه داده‌اند. این نوع میوه را میوهٔ خشک ناشکوفا می‌نامند. غلاتی مانند :گندم، جو، و برنج